# Pericoma illustrata
Pericoma illustrata és una espècie d'insecte dípter pertanyent a la família dels psicòdids que es troba a Austràlia: l'illa de Tasmània.